# Fussballclub Biel/Bienne 2010-2011
Questa voce raccoglie le informazioni riguardanti il Fussballclub Biel/Bienne nelle competizioni ufficiali della stagione 2010-2011.

## Stagione
Nella stagione 2010-2011 il Bienne, allenato da Philippe Perret, concluse il campionato di Challenge League al 9º posto. In Coppa Svizzera il Bienne fu eliminato in semifinale dal Sion.

## Rosa
| N. |                            | Ruolo | Calciatore           |
| -- | -------------------------- | ----- | -------------------- |
| 1  | Svizzera (bandiera)        | P     | Laurent Walthert     |
| 2  | Rep. Dominicana (bandiera) | D     | César Ledesma        |
| 4  | Svizzera (bandiera)        | D     | Nicolas Kehrli       |
| 6  | Svizzera (bandiera)        | D     | Aron Liechti         |
| 7  | Svizzera (bandiera)        | C     | Labinot Sheholli     |
| 8  | Svizzera (bandiera)        | C     | Max Veloso           |
| 9  | Camerun (bandiera)         | A     | Franck Etoundi       |
| 10 | Svizzera (bandiera)        | C     | Pietro Di Nardo      |
| 10 | Svizzera (bandiera)        | C     | Charles-André Doudin |
| 11 | Svizzera (bandiera)        | A     | Adrian Moser         |
| 12 | Svizzera (bandiera)        | A     | Lucien Dénervaud     |
| 13 | Svizzera (bandiera)        | A     | Yvano Fleury         |

| N. |                     | Ruolo | Calciatore          |
| -- | ------------------- | ----- | ------------------- |
| 14 | Svizzera (bandiera) | C     | Ricardo Colamartino |
| 16 | Svizzera (bandiera) | C     | Ramon Egli          |
| 17 | Svizzera (bandiera) | C     | Marco Mathys        |
| 18 | Svizzera (bandiera) | P     | Cédric Zimmermann   |
| 19 | Svizzera (bandiera) | D     | Sandro Galli        |
| 20 | Svizzera (bandiera) | D     | Rafael Schweizer    |
| 21 | Spagna (bandiera)   | P     | Daniel Benito       |
| 22 | Svizzera (bandiera) | A     | Giuseppe Morello    |
| 23 | Svizzera (bandiera) | C     | Maxime Vuille       |
| 24 | Svizzera (bandiera) | D     | Fabio De Feo        |
| 27 | Svizzera (bandiera) | D     | Mehdi Challandes    |

## Organigramma societario
Area tecnica
- Allenatore: Philippe Perret
- Allenatore in seconda: Robert Lüthi
- Preparatore dei portieri: Peter Scheurer
- Preparatori atletici:

## Calciomercato

### Sessione estiva
| Acquisti | Acquisti             | Acquisti        | Acquisti |
| R.       | Nome                 | da              | Modalità |
| -------- | -------------------- | --------------- | -------- |
| D        | Mehdi Challandes     | Stade Nyonnais  |          |
| C        | Charles-André Doudin | Lugano          |          |
| A        | Franck Etoundi       | Neuchâtel Xamax |          |
| A        | Yvano Fleury         | Young Boys II   |          |
| D        | Aron Liechti         | Young Boys      |          |
| A        | Richel Marzolf       | Young Boys II   |          |
| D        | Rafael Schweizer     | Wohlen          |          |
| C        | Max Veloso           | Neuchâtel Xamax |          |
| P        | Laurent Walthert     | Neuchâtel Xamax |          |
| P        | Cédric Zimmermann    | Friburgo        |          |

| Cessioni | Cessioni         | Cessioni   | Cessioni |
| R.       | Nome             | a          | Modalità |
| -------- | ---------------- | ---------- | -------- |
| A        | Loïc Chatton     | Sion       |          |
| C        | David Casasnovas | Delémont   |          |
| C        | Dario Dussin     | Young Boys |          |
| C        | Dennis Hediger   | Thun       |          |
| D        | Dennis Iapichino | Lugano     |          |

### Sessione invernale
| Acquisti | Acquisti         | Acquisti      | Acquisti |
| R.       | Nome             | da            | Modalità |
| -------- | ---------------- | ------------- | -------- |
| D        | César Ledesma    | Young Boys II |          |
| A        | Giuseppe Morello | Thun          |          |

| Cessioni | Cessioni            | Cessioni | Cessioni |
| R.       | Nome                | a        | Modalità |
| -------- | ------------------- | -------- | -------- |
| D        | Roman Grossenbacher | Soletta  |          |
| A        | Richel Marzolf      | Grenchen |          |

## Risultati

### Challenge League

#### Andata
| Arbitro: | Gut |

|             |           |            |
| Etoundi 63’ | Marcatori | 56’ Muslin |

| Arbitro: | Grossen |

|                          |           |  |
| Vitkieviez 59’ Nater 90’ | Marcatori |  |

| Arbitro: | Gremaud |

|                                        |           |             |
| Moser 18’ Mathys 56’ (rig.) Veloso 65’ | Marcatori | 78’ Thüring |

| Arbitro: | Laperrière |

|              |           |             |
| Lattmann 90’ | Marcatori | 84’ Chatton |

| Arbitro: | Amhof |

|                             |           |              |
| Moser 18’ Mathys 26’ (rig.) | Marcatori | 12’ Tarchini |

| Arbitro: | Wermelinger |

|                           |           |                          |
| Silvio 17’, 65’ Meoli 84’ | Marcatori | 15’ Chatton 71’ Sheholli |

| Arbitro: | Zimmermann |

|  |           |                               |
|  | Marcatori | 5’, 14’, 71’ Hasler 68’ Arlan |

| Arbitro: | Kever |

|                           |           |                    |
| Chatton 56’ Dénervaud 90’ | Marcatori | 90’ (rig.) Valente |

| Arbitro: | Huwiler |

|                          |           |                        |
| Senger 41’ Montandon 57’ | Marcatori | 39’ Chatton 82’ Veloso |

| Arbitro: | Studer |

|                                                      |           |  |
| Sheholli 25’ Chatton 38’ Mathys 64’ Etoundi 78’, 90’ | Marcatori |  |

| Arbitro: | Klossner |

|                         |           |                        |
| Decarli 14’ Hassell 66’ | Marcatori | 16’ Etoundi 83’ Mathys |

| Arbitro: | Winter |

|                                                                               |           |             |
| Sheholli 10’, 44’, 67’ Etoundi 47’ Liechti 59’ Veloso 83’ Di Nardo 90’ (rig.) | Marcatori | 90’ Stojkov |

| Arbitro: | Laperrière |

|  |           |                          |
|  | Marcatori | 3’ Schweizer 30’ Etoundi |

| Arbitro: | Bertolini |

|                              |           |            |
| Tadić 63’ N'Tiamoah 84’, 88’ | Marcatori | 30’ Mathys |

| Arbitro: | Gut |

|                           |           |                                 |
| Morello 2’, 45’ Veloso 6’ | Marcatori | 11’ Rodriguez 90’ (rig.) Sirufo |

#### Ritorno
| Arbitro: | Klossner |

|                                                         |           |                           |
| Bengondo 8’ Stojkov 34’ (rig.), 51’ Gashi 50’ Burki 90’ | Marcatori | 40’, 44’ Egli 55’ Morello |

| Arbitro: | Laperrière |

|                  |           |                                    |
| Etoundi 47’, 63’ | Marcatori | 18’ Afonso 29’ Martins 74’ Schürpf |

| Arbitro: | Pache |

|            |           |                       |
| Valente 4’ | Marcatori | 9’ Doudin 18’ Etoundi |

| Arbitro: | Winter |

|                                   |           |                |
| Doudin 44’, 62’ (rig.) Mathys 45’ | Marcatori | 47’ Sejmenović |

| Arbitro: | Gremaud |

|                                  |           |                        |
| Čavušević 25’, 84’ Rodríguez 65’ | Marcatori | 43’ Morello 69’ Veloso |

| Arbitro: | Carrell |

|  |           |                                   |
|  | Marcatori | 3’ (rig.), 49’ Schultz 56’ Renfer |

| Arbitro: | Amhof |

|            |           |            |
| Andreu 40’ | Marcatori | 50’ Veloso |

| Arbitro: | Carrell |

|  |           |                |
|  | Marcatori | 74’, 81’ Touré |

| Arbitro: | Huwiler |

|                                  |           |           |
| Rodriguez 14’ Barbosa 57’ (rig.) | Marcatori | 35’ Galli |

| Arbitro: | Hänni |

|  |           |                                                |
|  | Marcatori | 34’, 86’ Eudis 45’, 57’ Vitkieviez 75’ Estéban |

| Arbitro: | Jaccottet |

|               |           |             |
| Burgmeier 60’ | Marcatori | 31’ Etoundi |

| Arbitro: | Winter |

|                                                                      |           |  |
| Schweizer 10’ Veloso 12’, 85’ Etoundi 26’, 64’ Doudin 38’ Mathys 57’ | Marcatori |  |

| Arbitro: | Dosari |

|           |           |                             |
| Magro 90’ | Marcatori | 57’ (rig.) Doudin 78’ Moser |

| Arbitro: | Laperrière |

|           |           |  |
| Bieli 71’ | Marcatori |  |

| Arbitro: | Amhof |

|  |           |                                                      |
|  | Marcatori | 35’ Steuble 40’ (aut.) Dénervaud 52’ Pasche 56’ Roux |

### Coppa Svizzera
| 18 settembre 2010, ore 18:00 CEST Primo turno | Losone Sportiva | 0 – 3 | Bienne |  |

| 16 ottobre 2010, ore 20:15 CEST Secondo turno | Malley | 0 – 3 | Bienne |  |

| 21 novembre 2010, ore 15:00 CET Ottavi di finale | Bienne | – | Lucerna |  |

| Arbitro: | Wermelinger |

|                                  |           |                   |
| Egli 53’ Morello 80’ Etoundi 84’ | Marcatori | 43’ (aut.) Kehrli |

| Arbitro: | Busacca |

|                     |           |            |
| Sio 62’ Vanczák 85’ | Marcatori | 48’ Kehrli |

## Statistiche

### Statistiche di squadra
| Competizione     | Punti | In casa | In casa | In casa | In casa | In casa | In casa | In trasferta | In trasferta | In trasferta | In trasferta | In trasferta | In trasferta | Totale | Totale | Totale | Totale | Totale | Totale | DR |
| Competizione     | Punti | G       | V       | N       | P       | Gf      | Gs      | G            | V            | N            | P            | Gf           | Gs           | G      | V      | N      | P      | Gf     | Gs     | DR |
| ---------------- | ----- | ------- | ------- | ------- | ------- | ------- | ------- | ------------ | ------------ | ------------ | ------------ | ------------ | ------------ | ------ | ------ | ------ | ------ | ------ | ------ | -- |
| Challenge League | 39    | 15      | 8       | 1       | 6       | 35      | 29      | 15           | 3            | 5            | 7            | 22           | 28           | 30     | 11     | 6      | 13     | 57     | 57     | 0  |
| Coppa Svizzera   | -     | 1       | 1       | 0       | 0       | 3       | 1       | 3            | 2            | 0            | 1            | 7            | 2            | 4      | 3      | 0      | 1      | 10     | 3      | +7 |
| Totale           | 39    | 16      | 9       | 1       | 6       | 38      | 30      | 18           | 5            | 5            | 8            | 29           | 30           | 34     | 14     | 6      | 14     | 67     | 60     | +7 |

### Andamento in campionato
| Giornata  | 1 | 2  | 3 | 4 | 5 | 6 | 7  | 8 | 9 | 10 | 11 | 12 | 13 | 14 | 15 | 16 | 17 | 18 | 19 | 20 | 21 | 22 | 23 | 24 | 25 | 26 | 27 | 28 | 29 | 30 |
| --------- | - | -- | - | - | - | - | -- | - | - | -- | -- | -- | -- | -- | -- | -- | -- | -- | -- | -- | -- | -- | -- | -- | -- | -- | -- | -- | -- | -- |
| Luogo     | C | T  | C | T | C | T | C  | C | T | C  | T  | C  | T  | T  | C  | T  | C  | T  | C  | T  | C  | T  | C  | T  | C  | T  | C  | T  | T  | C  |
| Risultato | N | P  | V | N | V | P | P  | V | N | V  | N  | V  | V  | P  | V  | P  | P  | V  | V  | P  | P  | N  | P  | P  | P  | N  | V  | V  | P  | P  |
| Posizione | 8 | 10 | 8 | 9 | 6 | 7 | 10 | 9 | 9 | 6  | 6  | 6  | 6  | 7  | 7  | 7  | 7  | 7  | 6  | 6  | 6  | 6  | 6  | 9  | 9  | 9  | 9  | 9  | 9  | 9  |

Legenda:

Luogo: C = Casa; T = Trasferta. Risultato: V = Vittoria; N = Pareggio; P = Sconfitta.

### Statistiche dei giocatori
| Giocatore        | Challenge League | Challenge League | Challenge League | Challenge League | Coppa Svizzera | Coppa Svizzera | Coppa Svizzera | Coppa Svizzera | Totale   | Totale | Totale      | Totale     |
| Giocatore        | Presenze         | Reti             | Ammonizioni      | Espulsioni       | Presenze       | Reti           | Ammonizioni    | Espulsioni     | Presenze | Reti   | Ammonizioni | Espulsioni |
| ---------------- | ---------------- | ---------------- | ---------------- | ---------------- | -------------- | -------------- | -------------- | -------------- | -------- | ------ | ----------- | ---------- |
| D. Benito        | 0                | 0                | 0                | 0                | 0              | 0              | 0              | 0              | 0        | 0      | 0           | 0          |
| M. Challandes    | 22               | 0                | 2                | 0                | 2              | 0              | 0              | 0              | 24       | 0      | 2           | 0          |
| L. Chatton       | 9                | 5                | 1                | 0                | 0              | 0              | 0              | 0              | 9        | 5      | 1           | 0          |
| R. Colamartino   | 1                | 0                | 0                | 0                | 0              | 0              | 0              | 0              | 1        | 0      | 0           | 0          |
| F. De Feo        | 1                | 0                | 0                | 0                | 0              | 0              | 0              | 0              | 1        | 0      | 0           | 0          |
| P. Di Nardo      | 27               | 1                | 8                | 0                | 2              | 0              | 0              | 0              | 29       | 1      | 8           | 0          |
| C. Doudin        | 21               | 5                | 3                | 1                | 2              | 0              | 0              | 0              | 23       | 5      | 3           | 1          |
| L. Dénervaud     | 17               | 1                | 0                | 0                | 2              | 0              | 0              | 0              | 19       | 1      | 0           | 0          |
| R. Egli          | 10               | 2                | 0                | 0                | 2              | 1              | 0              | 0              | 12       | 3      | 0           | 0          |
| F. Etoundi       | 26               | 12               | 1                | 0                | 2              | 1              | 0              | 0              | 28       | 13     | 1           | 0          |
| Y. Fleury        | 3                | 0                | 0                | 0                | 0              | 0              | 0              | 0              | 3        | 0      | 0           | 0          |
| S. Galli         | 19               | 1                | 3                | 0                | 2              | 0              | 0              | 0              | 21       | 1      | 3           | 0          |
| R. Grossenbacher | 2                | 0                | 0                | 0                | 0              | 0              | 0              | 0              | 2        | 0      | 0           | 0          |
| N. Kehrli        | 22               | 0                | 1                | 0                | 2              | 1              | 0              | 0              | 24       | 1      | 1           | 0          |
| C. Ledesma       | 8                | 0                | 0                | 0                | 1              | 0              | 0              | 0              | 9        | 0      | 0           | 0          |
| A. Liechti       | 27               | 1                | 5                | 0                | 2              | 0              | 0              | 0              | 29       | 1      | 5           | 0          |
| R. Marzolf       | 1                | 0                | 0                | 0                | 0              | 0              | 0              | 0              | 1        | 0      | 0           | 0          |
| M. Mathys        | 30               | 7                | 1                | 0                | 2              | 0              | 0              | 0              | 32       | 7      | 1           | 0          |
| G. Morello       | 7                | 4                | 2                | 0                | 1              | 1              | 0              | 0              | 8        | 5      | 2           | 0          |
| A. Moser         | 23               | 3                | 0                | 0                | 0              | 0              | 0              | 0              | 23       | 3      | 0           | 0          |
| R. Schweizer     | 22               | 2                | 3                | 0                | 0              | 0              | 0              | 0              | 22       | 2      | 3           | 0          |
| L. Sheholli      | 27               | 5                | 8                | 0                | 1              | 0              | 0              | 0              | 28       | 5      | 8           | 0          |
| M. Veloso        | 29               | 8                | 1                | 0                | 0              | 0              | 0              | 0              | 29       | 8      | 1           | 0          |
| M. Vuille        | 27               | 0                | 1                | 0                | 2              | 0              | 0              | 0              | 29       | 0      | 1           | 0          |
| L. Walthert      | 29               | 0                | 2                | 0                | 2              | 0              | 0              | 0              | 31       | 0      | 2           | 0          |
| C. Zimmermann    | 1                | 0                | 0                | 0                | 0              | 0              | 0              | 0              | 1        | 0      | 0           | 0          |